# Orimarga (Orimarga) rubricolor
Orimarga (Orimarga) rubricolor is een tweevleugelige uit de familie steltmuggen (Limoniidae). De soort komt voor in het Oriëntaals gebied.